# مونتيلو
مونتيلو (بالإنجليزية: Montello)‏ مونتيلو (بالإنجليزية: Montello)‏ هي مدينة ومقر مقاطعة ماركيت في ويسكنسن في الولايات المتحدة الأمريكية. بلغ عدد السكان 1,397 في تعداد عام 2000. يمر نهر فوكس عبر المدينة. مونتيلو هو موطن أكبر شجرة في ولاية ويسكونسن.

## التركيبة السكانية
قام مكتب تعداد الولايات المتحدة بتحديد بيانات التركيبة السكانية لمونتيلوفي تعداد الولايات المتحدة. في ما يلي، التركيبة السكانية حسب تعدادي 2000 و2010.

### تعداد عام 2000
بلغ عدد سكان مونتيلو 1,397 نسمة بحسب تعداد عام 2000، وبلغ عدد الأسر 591 أسرة وعدد العائلات 348 عائلة مقيمة في المدينة. في حين سجلت الكثافة السكانية 732.6 نسمة لكل ميل مربع (282.9/كم2). وبلغ عدد الوحدات السكنية 677 وحدة بمتوسط كثافة قدره 355.0 نسمة لكل ميل مربع (137.1/كم2).
وتوزع التركيب العرقي للمدينة بنسبة 96.13% من البيض و 1.00% من الأمريكيين الأصليين و 0.43% من الأمريكيين ذوي الأصول الآسيوية و 0.14% من سكان جزر المحيط الهادئ و 0.29% من الأمريكيين الأفارقة و 0.86% من عرقين مختلطين أو أكثر.
بلغ عدد الأسر 591 أسرة كانت نسبة 27.9% منها لديها أطفال تحت سن الثامنة عشر تعيش معهم، وبلغت نسبة الأزواج القاطنين مع بعضهم البعض 47.5% من أصل المجموع الكلي للأسر، ونسبة 8.0% من الأسر كان لديها معيلات من الإناث دون وجود شريك، وكانت نسبة 41.1% من غير العائلات. تألفت نسبة 37.2% من أصل جميع الأسر من أفراد ونسبة 20.1% كانوا يعيش معهم شخص وحيد يبلغ من العمر 65 عاماً فما فوق. وبلغ متوسط حجم الأسرة المعيشية 2.96، أما متوسط حجم العائلات فبلغ 2.25.
بلغ العمر الوسطي للسكان 40 عاماً. وكانت نسبة 23.7% من القاطنين تحت سن الثامنة عشر، وكانت نسبة 7.5% بين الثامنة عشرة والأربعة وعشرين عاماً، ونسبة 26.3% كانت واقعةً في الفئة العمرية ما بين الخامسة والعشرين والأربعة وأربعين عاماً، ونسبة 20.2% كانت ما بين الخامسة والأربعين والرابعة والستين، ونسبة 22.3% كانت ضمن فئة الخامسة والستين عاماً فما فوق. يوجد لكل 100 أنثى 95.7 ذكر، ويوجد لكل 100 أنثى في الثامنة عشر من عمرها فما فوق 95.6 ذكر.
بلغ متوسط دخل الأسرة في المدينة 32,500 دولار، أما متوسط دخل العائلة فبلغ 43,625 دولار. وكان متوسط دخل الذكور 29,438 دولار مقابل 21,375 دولار للإناث. وسجل دخل الفرد الخاص بالمدينة 15,676 دولار. وكانت نسبة 5.4% من العائلات ونسبة 9.2% من السكان تحت خط الفقر، وكان من هؤلاء نسبة 8.6% تحت سن الثامنة عشر ونسبة 10.6% في الخامسة والستين من العمر وما فوق.

### تعداد عام 2010
بلغ عدد سكان مونتيلو 1,495 نسمة بحسب تعداد عام 2010، وبلغ عدد الأسر 628 أسرة وعدد العائلات 356 عائلة مقيمة في المدينة. في حين سجلت الكثافة السكانية 782.7 نسمة لكل ميل مربع (302.2/كم2). وبلغ عدد الوحدات السكنية 823 وحدة بمتوسط كثافة قدره 430.9 لكل ميل مربع (166.4/كم2).
وتوزع التركيب العرقي للمدينة بنسبة 95.3% من البيض و 0.9% من الأمريكيين الأصليين و 0.5% من الأمريكيين ذوي الأصول الآسيوية و 1.7% من الأمريكيين الأفارقة و 1.2% من عرقين مختلطين أو أكثر.
بلغ عدد الأسر 628 أسرة كانت نسبة 27.1% منها لديها أطفال تحت سن الثامنة عشر تعيش معهم، وبلغت نسبة الأزواج القاطنين مع بعضهم البعض 39.8% من أصل المجموع الكلي للأسر، ونسبة 11.1% من الأسر كان لديها معيلات من الإناث دون وجود شريك، بينما كانت نسبة 5.7% من الأسر لديها معيلون من الذكور دون وجود شريكة وكانت نسبة 43.3% من غير العائلات. تألفت نسبة 37.6% من أصل جميع الأسر من أفراد ونسبة 21.6% كانوا يعيش معهم شخص وحيد يبلغ من العمر 65 عاماً فما فوق. وبلغ متوسط حجم الأسرة المعيشية 2.89، أما متوسط حجم العائلات فبلغ 2.23.
بلغ العمر الوسطي للسكان 44.1 عاماً. وكانت نسبة 21.2% من القاطنين تحت سن الثامنة عشر، وكانت نسبة 7.9% بين الثامنة عشرة والأربعة وعشرين عاماً، ونسبة 22.1% كانت واقعةً في الفئة العمرية ما بين الخامسة والعشرين والأربعة وأربعين عاماً، ونسبة 25.9% كانت ما بين الخامسة والأربعين والرابعة والستين، ونسبة 23% كانت ضمن فئة الخامسة والستين عاماً فما فوق. وتوزع التركيب الجنسي للسكان بنسبة 49.6% ذكور و50.4% إناث.

## الجغرافيا
تقع مونتيلو في 43°47′31″N 89°19′47″W / 43.79194°N 89.32972°W (43.791976، -89.329771) [2].
ووفقا لمكتب تعداد الولايات المتحدة، المدينة بها مساحة إجمالية قدرها 2.2 ميل مربع (5.6 كيلومتر مربع)، منها 1.9 ميل مربع (4.9 كيلومتر مربع) من اليابسة و 0.2 ميل مربع (0.6 كيلومتر مربع) من المياه (11.63٪).
ينبع نهر فوكس من الشرق خلال وسط مونتيلو. هناك سد في مونتيلو، ويسمى الجزء المنبع من النهر إلى الغرب من السد بحيرة بافالو.
يتدفق نهر مونتيلو من الشمال وبلتقي نهر فوكس في الطرف الجنوبي من مونتيلو. الجزء المنبع لنهر فوق السد الآخر هو بحيرة مونتيلو.